# Mateo Aramburú
Mateo Sebastián Aramburú Birch (Città del Guatemala, 10 marzo 1998) è un calciatore uruguaiano, attaccante svincolato.

## Biografia
È nato in Guatemala da padre uruguaiano e madre inglese.

## Caratteristiche tecniche
Gioca come centravanti.

## Carriera
Aramburú ha iniziato a giocare a calcio nel settore giovanile del Comunicaciones. Nel 2015 è passato al Defensor Sporting con cui ha firmato il suo primo contratto professionistico. Due anni dopo è entrato a far parte del settore giovanile dell'Huracán e nel 2018 è sbarcato in Francia fra le file del Le Touquet in Championnat National 3. Nel gennaio del 2019 ha firmato un contratto semestrale con il Barnsley, che lo ha utilizzato solamente nell'Under-23.
Rimasto svincolato, dopo un provino non andato a buon fine con il Den Bosch, nell'estate del 2020 ha firmato con il TOP Oss ed il 5 settembre ha giocato il suo primo incontro professionistico in Eerste Divisie contro il Roda JC. Sei mesi più tardi si è trasferito in Germania al Wuppertal in Regionalliga.
Il 14 giugno 2021 è stato annunciato dallo Schalke 04 che lo ha assegnato alla propria squadra riserve. La stagione seguente ha firmato con il Phönix Lubecca, sempre in quarta divisione.
Il 2024 ha fatto ritorno in Uruguay dove ha firmato con il Progreso. Ha debuttato nella massima divisione uruguaiana il 23 marzo contro il Nacional.

## Statistiche

### Presenze e reti nei club
Statistiche aggiornate al 19 maggio 2024.
| Stagione        | Squadra         | Campionato      | Campionato | Campionato | Coppe nazionali | Coppe nazionali | Coppe nazionali | Coppe continentali | Coppe continentali | Coppe continentali | Altre coppe | Altre coppe | Altre coppe | Totale | Totale | Totale |
| Stagione        | Squadra         | Comp            | Pres       | Reti       | Comp            | Pres            | Reti            | Comp               | Pres               | Reti               | Comp        | Pres        | Reti        | Pres   | Reti   |        |
| --------------- | --------------- | --------------- | ---------- | ---------- | --------------- | --------------- | --------------- | ------------------ | ------------------ | ------------------ | ----------- | ----------- | ----------- | ------ | ------ | ------ |
| 2018-gen. 2019  | Le Touquet      | N3              | 1          | 0          |                 | -               | -               |                    | -                  | -                  |             | -           | -           | 1      | 0      |        |
| gen.-giu. 2019  | Barnsley        | FL1             | 0          | 0          | FACup+CdL       | 0               | 0               |                    | -                  | -                  | FLT         | 0           | 0           | 0      | 0      |        |
| 2020-gen. 2021  | TOP Oss         | 1D              | 3          | 0          | CO              | 1               | 0               |                    | -                  | -                  |             | -           | -           | 4      | 0      |        |
| gen.-giu. 2021  | Wuppertal       | RL              | 18         | 6          | CG              | 0               | 0               |                    | -                  | -                  |             | -           | -           | 18     | 6      |        |
| 2021-2022       | Schalke 04 II   | RL              | 31         | 6          | CG              | 0               | 0               |                    | -                  | -                  |             | -           | -           | 31     | 6      |        |
| gen.-giu. 2023  | Phönix Lubecca  | RL              | 5          | 1          | CG              | 0               | 0               |                    | -                  | -                  |             | -           | -           | 5      | 1      |        |
| 2024            | Progreso        | PD              | 4          | 0          | CU              | 0               | 0               |                    | -                  | -                  |             | -           | -           | 4      | 0      |        |
| Totale carriera | Totale carriera | Totale carriera | 62         | 13         |                 | 1               | 0               |                    | -                  | -                  |             | 0           | 0           | 63     | 13     |        |